# Gessica Rostellato
Gessica Rostellato (Conselve, 23 octobre 1982) est une femme politique italienne.

## Biographie
En 2013, elle est élue député de la circonscription Vénétie 1 pour le Mouvement 5 étoiles, en 2015 elle rejoint le Parti démocrate.